# Edith Volckaert

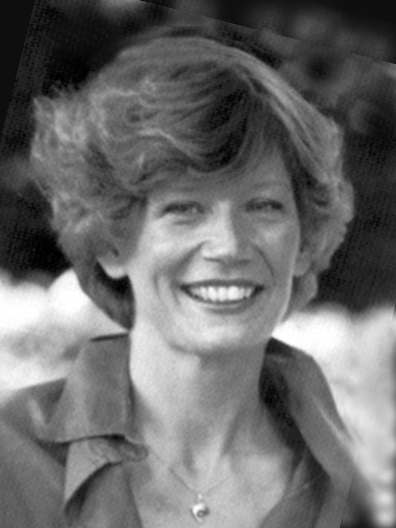
Edith Volckaert

Edith Volckaert (Gent, 27 augustus 1949 - 2 juli 1992) was een Belgische violiste.

## Biografie
Volckaert krijgt als driejarige van haar vader haar eerste viool. Als ze zes is, kan ze met een studiebeurs in de leer gaan bij de Belgische violist en muziekleraar Carlo Van Neste. Haar eerste concert met orkestbegeleiding speelt ze in 1961, in het Conservatorium van Vevey, de plaats waar de familie Volckaert in 1960 naar toe verhuisd is. Ze vertolkt er met bravoure het Concerto in sol majeur, K 216, van Wolfgang Amadeus Mozart.
Tijdens de jaren die volgen speelt ze talloze concerten in binnen- en buitenland: Frankrijk, Engeland, Italië en Spanje. Daarnaast toerde ze ook op het Amerikaanse continent (Verenigde Staten en Canada) en in China. Sommige van die concerten speelde ze samen met haar zus, Muriel, eveneens violiste. Edith Volckaert zelf speelde op een viool van de Italiaanse vioolbouwer Giovanni Paolo Maggini (c.1580-c.1630), ook wel de "Piozzi" genoemd naar een vorige eigenaar, Gabriel Mario Piozzi. De viool zou dateren van 1620.
Tussen 1969 en 1978 was ze betrokken bij het Brussels Conservatorium, eerst als assistente, later als adjunctlerares.
In 1971 neemt ze deel aan de Koningin Elisabethwedstrijd waar tijdens haar uitvoering van Concerto nr 1 van Dmitri Sjostakovitsj een snaar op haar viool breekt. Ze behaalt er de vijfde plaats. In 1980 en 1989 was ze zelf jurylid voor de wedstrijd viool.
Volckaert leed de laatste jaren van haar leven aan een ongeneeslijke vorm van kanker die haar in 1992 fataal werd.

## Prijzen en onderscheidingen
- 1965: Eerste Prijs (Bern, Violon et interprétation de musique contemporaine)
- 1967: Eerste Prijs Viool (Barcelona, Concours international de musique Maria Canals)
- 1967: Laureaat Viool (Sion, Festival Tibor Varga)
- 1968: Laureaat (Fondation belge de la vocation)
- 1969: Eerste Prijs (Taormina, Mozart Concours)
- 1970: Laureaat (Internationaal Concours van Unesco)
- 1971: 5de Prijs (Brussel, Koningin Elisabethwedstrijd Viool)
- 1973: Eerste Prijs (Lissabon, Europese Radio Unie)

- Biblioteca Nacional de España: XX1621256
- Bibliothèque nationale de France: cb16719788r (data)
- Gemeinsame Normdatei: 1033818402
- International Standard Name Identifier: 0000 0000 2657 8995
- MusicBrainz: 6c1296d6-282c-4088-a490-2db888d410f0
- Virtual International Authority File: 28479660
- WorldCat: E39PBJxWXMmMTkTqbGjCT3hvHC